# Högestad & Christinehof Förvaltnings AB

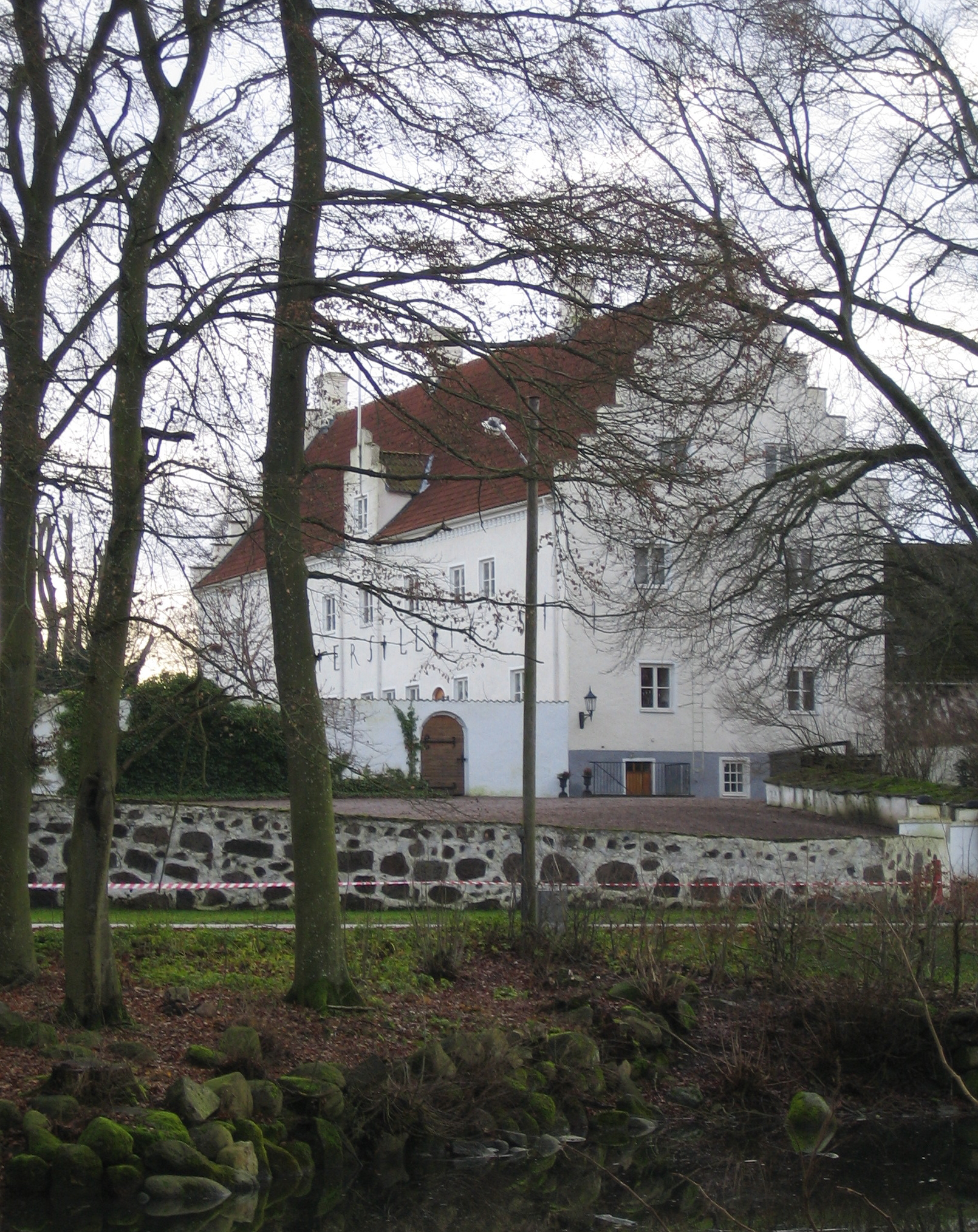
Högestad

Högestad & Christinehof Förvaltnings AB är ett svenskt jordbruks- och skogsföretag med säte i Ystad.
Högestad & Christinehof Förvaltnings AB ägs av Högestad & Christinehof Fideikommiss AB, vilket bildades 1999 på basis av Högestad fideikommiss. Den siste innehavaren av fideikommisset var greve Carl Piper. Detta jordfideikommiss inom familjen Piper, instiftat 1747, bestod av godsen Högestad och Christinehof på Österlen.
Högestad & Christinehof Förvaltnings AB driver ca 13.000 hektar mark, varav 7.000 hektar är skogsmark Företaget är den största jordägaren i Skåne. Av den öppna marken är ungefär en tredjedel (ca 2.000 hektar) odlad i egen regi, en tredjedel utarrenderad till 14 arrendegårdar och resterande tredjedel naturreservat, kulturbetesmark med mera. Det finns fyra slott: Christinehof, Högestad, Lyckås och Torup (i Vitaby).
Verkställande direktör i Högestad & Christinehof Förvaltnings AB är Anna Piper, som 2015 efterträdde brodern Fredrik Piper.
Företaget har omkring 30 anställda och hade 2009 en omsättning på 61 miljoner kronor.